# 온주쿠정

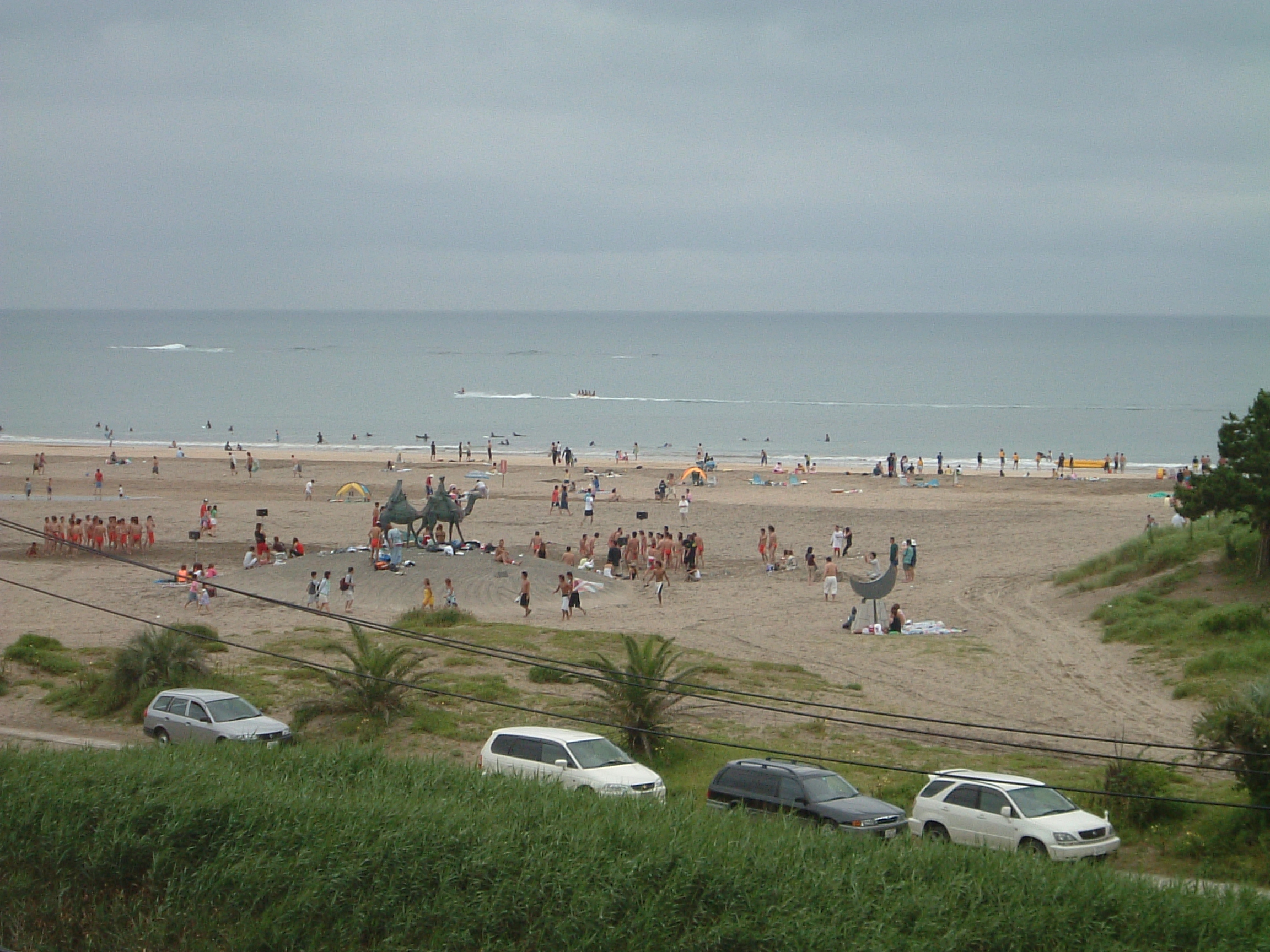
온주쿠 해변

온주쿠정(일본어: 御宿町 온주쿠마치[*])은 일본 지바현 남부 이스미군의 정이다. 해안에는 모래사장이 펼쳐져 있고 해수욕장도 많다. 보소 지방을 대표하는 해안 지역이다.

## 지리
지바현 남동부, 보소반도 중앙부 동쪽 끝에 있다. 태평양과 접하는 이른바 소토보(外房)의 거의 한가운데에 해당한다.

## 인구
| 연도 | 인구   | ±%    |
| ---- | ------ | ----- |
| 1950 | 10,277 | —     |
| 1960 | 9,273  | −9.8% |
| 1970 | 8,475  | −8.6% |
| 1980 | 8,486  | +0.1% |
| 1990 | 7,939  | −6.4% |
| 2000 | 8,019  | +1.0% |
| 2010 | 7,738  | −3.5% |

## 교통

### 철도
- 동일본 여객철도 소토보선
  - (← 이스미시) - 온주쿠역 - (가쓰우라시 →)

### 도로
- 국도 128호선